# Толстоголовка одноцветная
Толстоголовка одноцветная (лат. Leptalina unicolor) — бабочка семейства толстоголовок. Единственный представитель рода Leptalina.

## Описание
Размах крыльев 22—26 мм. Крылья узкие, с вытянутой заостренной вершиной. Фоновая окраска верхней стороны крыльев у самцов буро-чёрная, однотонная. Бахромка крыльев тёмная.
Крылья у самок несколько шире, чем у самцов. Окраска самок светлее, тёмно-коричневая. Бахромка крыльев самки охристо-жёлтая. Нижняя сторона крыла у обоих полов черно-бурая с охристо-жёлтой окантовкой, которая охватывает вершину и передний край крыла. Заднее крыло на нижней стороне желтоватое, пересекается проходящей от корня до внешнего края широкой серебристо-белой полоской; вторая, узкая полоска идёт ближе к заднему краю крыла.

## Ареал
Встречается в России в Приамурье — у Благовещенска, на хребте Малый Хинган, в окрестностях Хабаровска, в Приморье. Также обитает в Корее, Китае и Японии.

## Биология
Бабочки обитают на вейниковых лугах, на разнотравных луговинах в долинах рек и ручьёв, по склонам приморских террас. Бабочки характеризуются медленным прыгающим полётом.
Время лёта с середины мая до конца июня. Яйцо белого цвета, полушаровидное. Откладываются самкой по одному на листья злаков (веерник, щетинник и др.). Гусеница кремового цвета, с продольными красноватыми полосками. Гусеницы живут в свёрнутых и стянутых паутиной листьях. Перед окукливанием прикрепляются к листу. Куколка продолговатая, коричневого цвета с буроватой полоской вдоль спины.